# Kabatia periclymeni
Kabatia periclymeni är en svampart som först beskrevs av Jean Baptiste Desmazières, och fick sitt nu gällande namn av M. Morelet 1975. Kabatia periclymeni ingår i släktet Kabatia och familjen Dothioraceae.   Inga underarter finns listade i Catalogue of Life.